# Antonio Maura
Antonio Maura y Montaner (Palma de Mallorca, 2 de mayo de 1853-Torrelodones, 13 de diciembre de 1925) fue un político español, presidente del Consejo de Ministros en cinco ocasiones durante el reinado de Alfonso XIII; entre 1903 y 1904, entre 1907 y 1909 —el gobierno largo de Antonio Maura—, en 1918, en 1919 y entre 1921 y 1922. Maura, que hasta 1902 —año de ingreso en el Partido Conservador— perteneció a la facción gamacista del Partido Liberal, fue también ministro de Ultramar entre 1892 y 1894, ministro de Gracia y Justicia entre 1894 y 1895 y ministro de Gobernación entre 1902 y 1903.
Propugnó en sus dos primeros gobiernos una «revolución desde arriba» que trataría de regenerar las instituciones y combatir la oligarquía y el caciquismo. Su «gobierno largo» (1907-1909) fue fértil en la formulación de nuevas leyes y medidas. Cayó sin embargo en descrédito tras la Semana Trágica de 1909, prescindiendo el monarca de él. En 1913 abandonó el liderazgo del Partido Conservador, con lo que se rompió la unidad del partido. Volvería a la presidencia del consejo de ministros en los años previos a la dictadura de Primo de Rivera como cabeza de tres efímeros gobiernos de concentración.
Fue miembro de la Real Academia Española desde 1903 y dirigió la institución desde 1913 hasta su fallecimiento.

## Biografía

### Primeros años

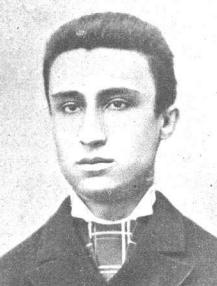
Antonio Maura a los veinte años.

Nacido el día 2 de mayo de 1853 en Palma de Mallorca, estudió el Bachillerato en el Instituto Balear. Se trasladó a Madrid a estudiar Derecho en plena efervescencia revolucionaria de La Gloriosa en el año 1868. Aunque Maura estaba interesado inicialmente en una carrera de Ciencias, tras disponerse un nuevo plan de estudios que permitía acabar la carrera de Leyes en tres años en la Universidad Central, se matriculó en Derecho.
Maura fue objeto de burla por parte de los estudiantes universitarios que se mofaban de su dicción en castellano con acento mallorquín; sin embargo, entabló amistad con dos jóvenes, Honorio y Trifinio, hermanos menores del abogado Germán Gamazo, hombre de leyes que llegaría a ser diputado y ministro y que tutelaría la entrada de Maura en la política. Cuando Antonio se licenció en 1871 entró a trabajar en el bufete de Gamazo. Maura, que había desarrollado una notable relación con la familia Gamazo después de que los hermanos Trifinio y Honorio lo presentaran en el hogar familiar, se casó con una hermana del abogado, Constancia Gamazo, en 1878, matrimonio que facilitaría su entrada en el sistema político de la Restauración.

### Político del Partido Liberal (1881-1902)

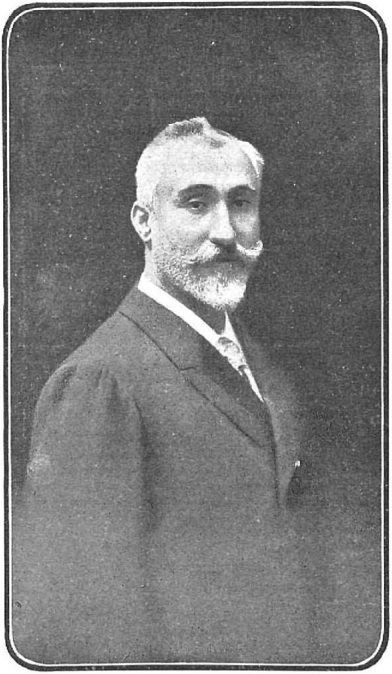
Fotografía de Maura, obra de Franzen, publicada en 1903 en Nuevo Mundo.

En 1881, a la edad de 28 años, Antonio Maura se convirtió en diputado en Cortes por su ciudad natal, Palma de Mallorca dentro de las filas del Partido Liberal Fusionista. Su cuñado, Germán Gamazo, lo había introducido en los asuntos de la política y a partir de ese momento, Maura pasó a engrosar las listas liberales.

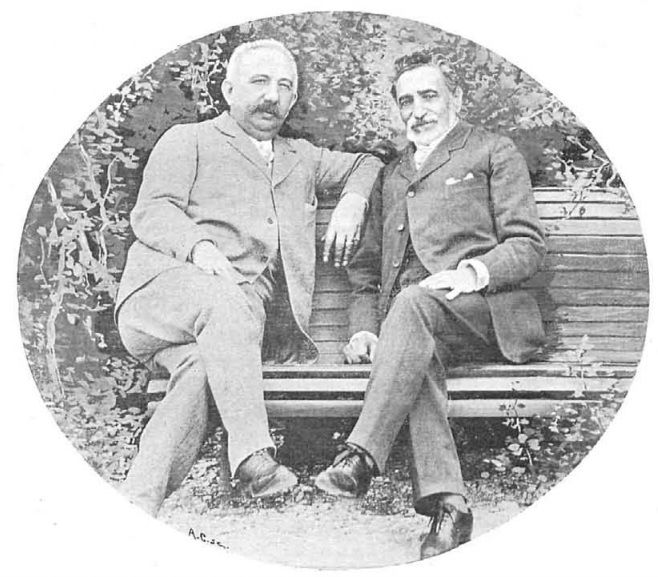
Gamazo y Sagasta; Germán Gamazo fue el que introdujo a Maura en el Partido Liberal, liderado por Sagasta.

Maura, que ejerció como ministro de Ultramar en un gobierno Sagasta entre el 11 de diciembre de 1892 y el 12 de marzo de 1894, propuso durante su mandato un plan de reforma administrativa en Cuba —que reforzaría el poder de una diputación única y el de los alcaldes— al que se opuso Sagasta, por lo que Maura dimitió.
No obstante el abogado mallorquín accedió posteriormente al puesto de ministro de Gracia y Justicia en otro gobierno Sagasta y ocupó el cargo entre el 4 de noviembre de 1894 y el 23 de marzo de 1895; como titular de Gracia y Justicia defendió su propuesta de reforma descentralizadora como el método para detener la independencia de la isla de Cuba.
Ya en la oposición, durante el último Gobierno conservador de Cánovas del Castillo —asesinado en 1897—, Maura avanzó en su proceso de decepción con el Partido Liberal, al que vio incapaz de afrontar las medidas drásticas de cambio necesarias. La crisis del 98 alejó aún más a Gamazo y Maura del partido dirigido por Sagasta; en otoño de 1898 el sector gamacista, con 87 escaños, se escindió del grupo liberal, buscando destruir la mayoría con la que contaba el partido de Sagasta y provocar una crisis parlamentaria.

### Entrada en el Partido Conservador (1902-1903)

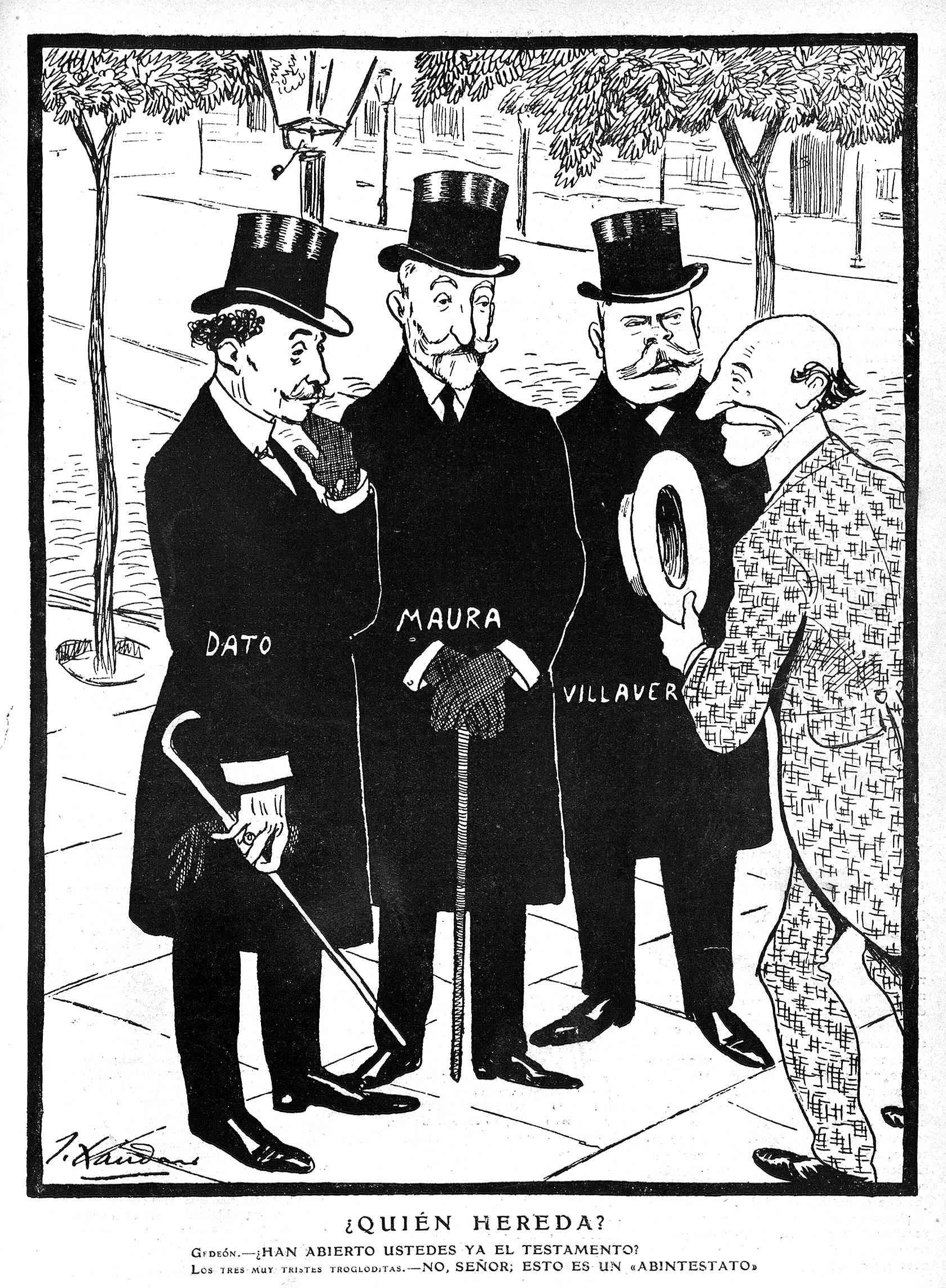
¿Quién hereda? Caricatura de Maura junto a Raimundo Fernández Villaverde y Eduardo Dato por Xaudaró, publicada en 1905 en Gedeón.

En 1901 Maura sustituyó a su cuñado tras su muerte como líder de la facción disidente gamacista del Partido Liberal. El Partido Conservador lo lideraba por entonces Francisco Silvela, que se había hecho con el grupo tras el asesinato de Cánovas y que había liderado en 1899 un gobierno de Regeneración Nacional.
En 1902 los antiguos liberales gamacistas liderados por Maura se fusionaron con las filas conservadoras de Silvela; el propio Maura entró a militar en el Partido Conservador en 1902. Maura se hizo cargo de la cartera de Gobernación entre el 6 de diciembre de 1902 y el 20 de julio de 1903 en un Gobierno Silvela. Durante su mandato, llevó a cabo un programa de reformas del cuerpo policial; procedió a crear también el Instituto de Reformas Sociales a partir de la comisión homónima por real decreto de 23 de abril de 1903. La postura tomada de Maura como responsable de las elecciones de no proceder a intervenir las urnas en los comicios en 1903 dio lugar a uno de los procesos electorales más limpios de la Restauración. En octubre de 1903 sucedió a Francisco Silvela a la cabeza del Partido Conservador cuando este dejó el cargo; en noviembre de 1903 ingresó como académico de la Real Academia Española y el 5 de diciembre se convirtió en nuevo presidente del Consejo de Ministros en sustitución del también conservador Raimundo Fernández Villaverde.

### Primer gobierno (1903-1904)
El gobierno de Antonio Maura duró poco más de un año, hasta el 16 de diciembre de 1904.

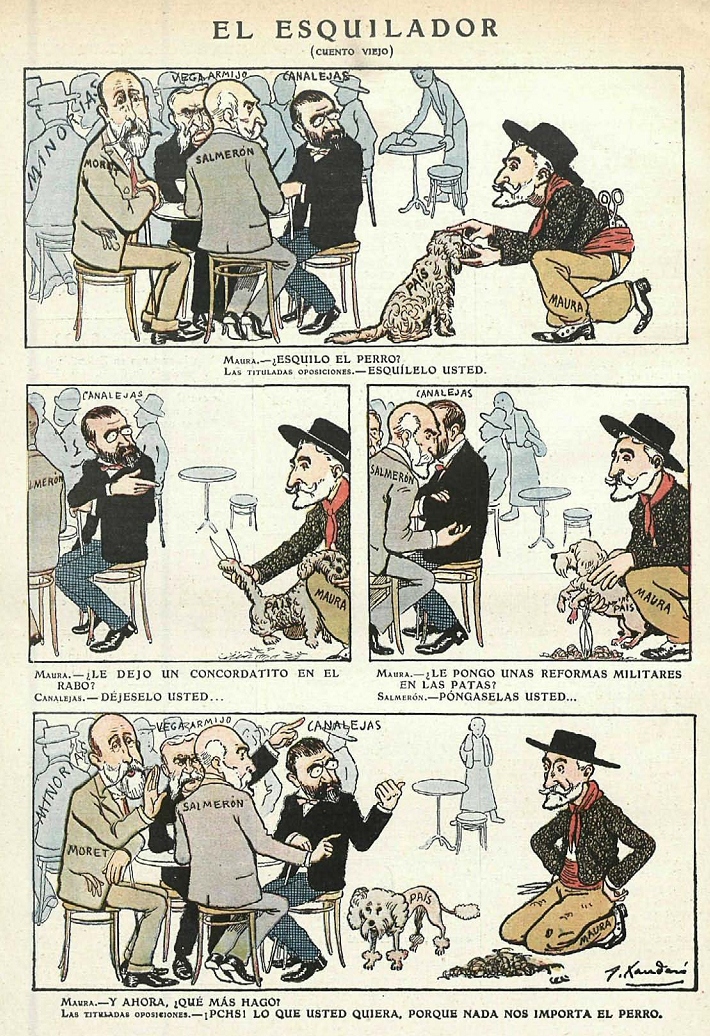
El esquilador, ilustración de Joaquín Xaudaró en la que se representa a Antonio Maura y a la oposición, encarnada en Canalejas, Salmerón, el marqués de la Vega de Armijo y Moret, publicada en julio de 1904 en Gedeón.

La visita a Barcelona de Alfonso XIII en 1904, propiciada por Maura, abrió las líneas de colaboración del gobierno reformista conservador con el sector más conservador de la Lliga Regionalista agrupado en torno a Francisco Cambó. El 12 de abril Maura fue víctima en Barcelona de un intento de atentado perpetrado por el anarquista Joaquín Miguel Artal, que gritó a los presentes «ja lo ves, Germinal» tras ejecutar el acto; Maura salió del trance con una herida leve por apuñalamiento.

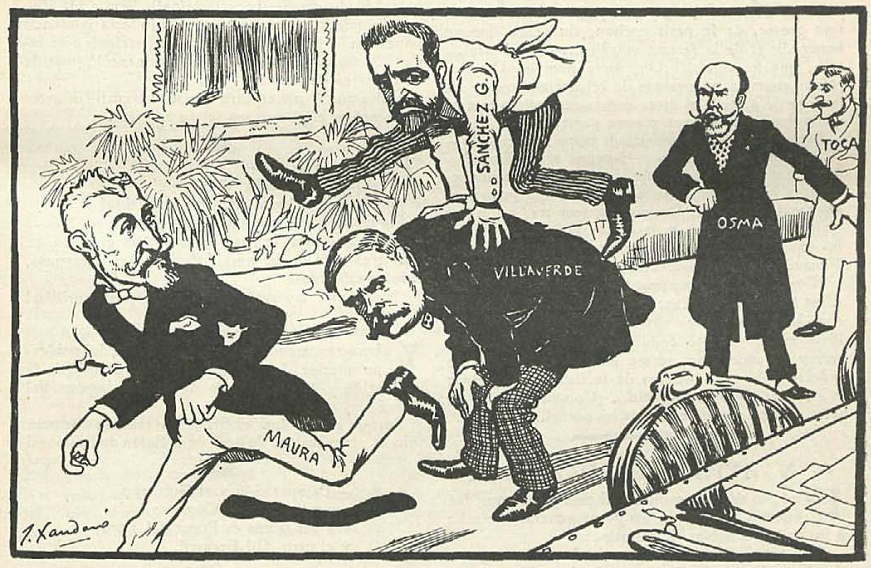
Maura, a la izquierda, en una caricatura junto a Raimundo Fernández Villaverde, José Sánchez Guerra y Guillermo de Osma.

En cuanto a política internacional, los acuerdos sobre Marruecos alcanzados con Francia y el Reino Unido en 1904 lograron que estos dos últimos países y España se comprometieran al mantenimiento del statu quo en el Estrecho. A la hora de enfocar las negociaciones hispano-francesas sobre Marruecos, Maura apostó por una línea continuista con la llevada a cabo por Silvela y Sagasta. También en 1904 tuvo que lidiar con la «cuestión Nozaleda», cuando Bernardino Nozaleda —antiguo arzobispo de Manila cuestionado por su papel durante la pérdida de las Filipinas— fue propuesto como arzobispo de Valencia por su gobierno; esto le granjeó a Maura críticas de la oposición. El religioso renunció. Por último el gobierno de Maura negoció este año los términos para la revisión del concordato con la Santa Sede, objetivo para el cual ya desde 1901 se habían producido negociaciones.
El primer gabinete de Maura cayó en diciembre como consecuencia de la negativa de Alfonso XIII a firmar el nombramiento del general Loño como jefe del Estado Mayor Central del Ejército, ya que el rey prefería al general Polavieja para complacer a su madre María Cristina. El gobierno se negó a esta posibilidad, Maura dimitió y fue sustituido por el general Azcárraga.

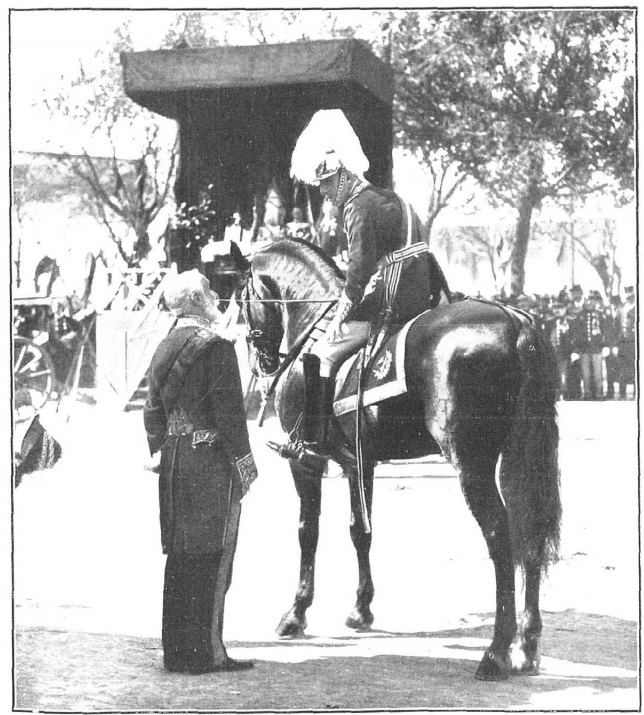
Maura fotografiado por Campúa conversando con Alfonso XIII (a caballo) en el Paseo de la Castellana durante una ceremonia de jura de la bandera (1909).

### Segundo gobierno (1907-1909)
Actividad legislativa
Tras una etapa en la oposición, el 25 de enero de 1907 formó nuevo un gabinete. Tuvo entre sus objetivos la descentralización administrativa. A este gobierno se le acabó conociendo como el Gobierno Largo y, si bien duró solo algo más de dos años, fue muy fecundo en programas legislativos. Maura creó el Instituto Nacional de Previsión por ley de febrero de 1908, institución encargada de la seguridad social. También se debe al gobierno de Maura la Ley de protección a las industrias de 1907. Volvió al Congreso con su proyecto de reforma de la Ley de Administración Local. Cuenca Toribio también menciona los logros legislativos del gobierno Maura en organización naval (el conocido como Plan Ferrándiz), trata de blancas, ley electoral, policía y corridas de toros. En 1908 envió al parlamento un nuevo proyecto de Ley Antiterrorista fuertemente criticado desde la izquierda, que lo consideraba contrario a los derechos fundamentales de la Constitución de 1876; la ley, que no se llegó a aprobar, habría permitido al poder ejecutivo cerrar periódicos y expatriar nacionales que se considerase que difundieran un pensamiento anarquista. No obstante, pese a estas medidas, no se logró completar el proyecto de regeneración de Maura. En el plano internacional se acercó a la Entente Cordiale por los Acuerdos de Cartagena de 1907.
Semana trágica

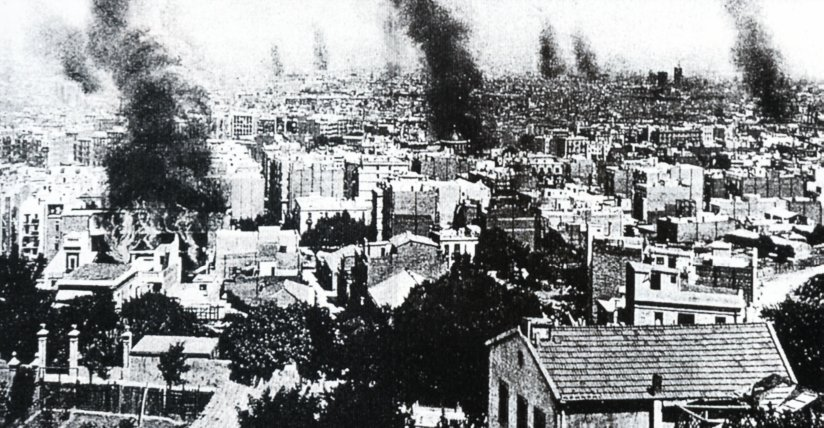
Los eventos de la Semana Trágica conllevaron la pérdida de confianza de Alfonso XIII en Maura.

Maura, que en marzo de 1909 había sido objeto de una campaña en contra promovida por Juan Sol y Ortega —la llamada «campaña de la moralidad»—, tuvo que tratar ese año con la persistencia del conflicto bélico en el norte de Marruecos —la guerra de Melilla— tras el Desastre del Barranco del Lobo (julio de 1909). La decisión —calificada como «torpe» por Sebastian Balfour— de Maura de obligar a la incorporación a filas de los reservistas fue el origen de los disturbios que estallaron en Barcelona durante la Semana Trágica; el gobierno Maura llevó a cabo una cruel represión con el fin de controlar la insurrección. Estos eventos trajeron como consecuencia la pérdida de confianza del monarca y la extensión desde Barcelona al resto de España del grito de protesta «¡Maura no!». Maura le presentó al rey la dimisión, esperando que el monarca la rechazara. Sin embargo, el rey no ratificó su confianza en el político mallorquín y aceptó su dimisión, encomendando la formación de un nuevo gobierno al liberal Segismundo Moret.

### Alejamiento de la primera fila política
Maura pasó a la oposición y el fracaso de su proyecto regeneracionista conservador dio paso a un nuevo intento regeneracionista conducido esta vez desde el Partido Liberal, el de José Canalejas. En sesión parlamentaria de 9 de julio de 1910 —cuando se trataba el asunto de la ejecución en octubre de 1909 del pedagogo anarquista Ferrer Guardia tras los eventos de la Semana Trágica de julio— Maura fue objetivo de un discurso del líder socialista Pablo Iglesias, en el que mencionaba la disposición de sus amigos al «atentado personal» para evitar que Maura volviera al poder.

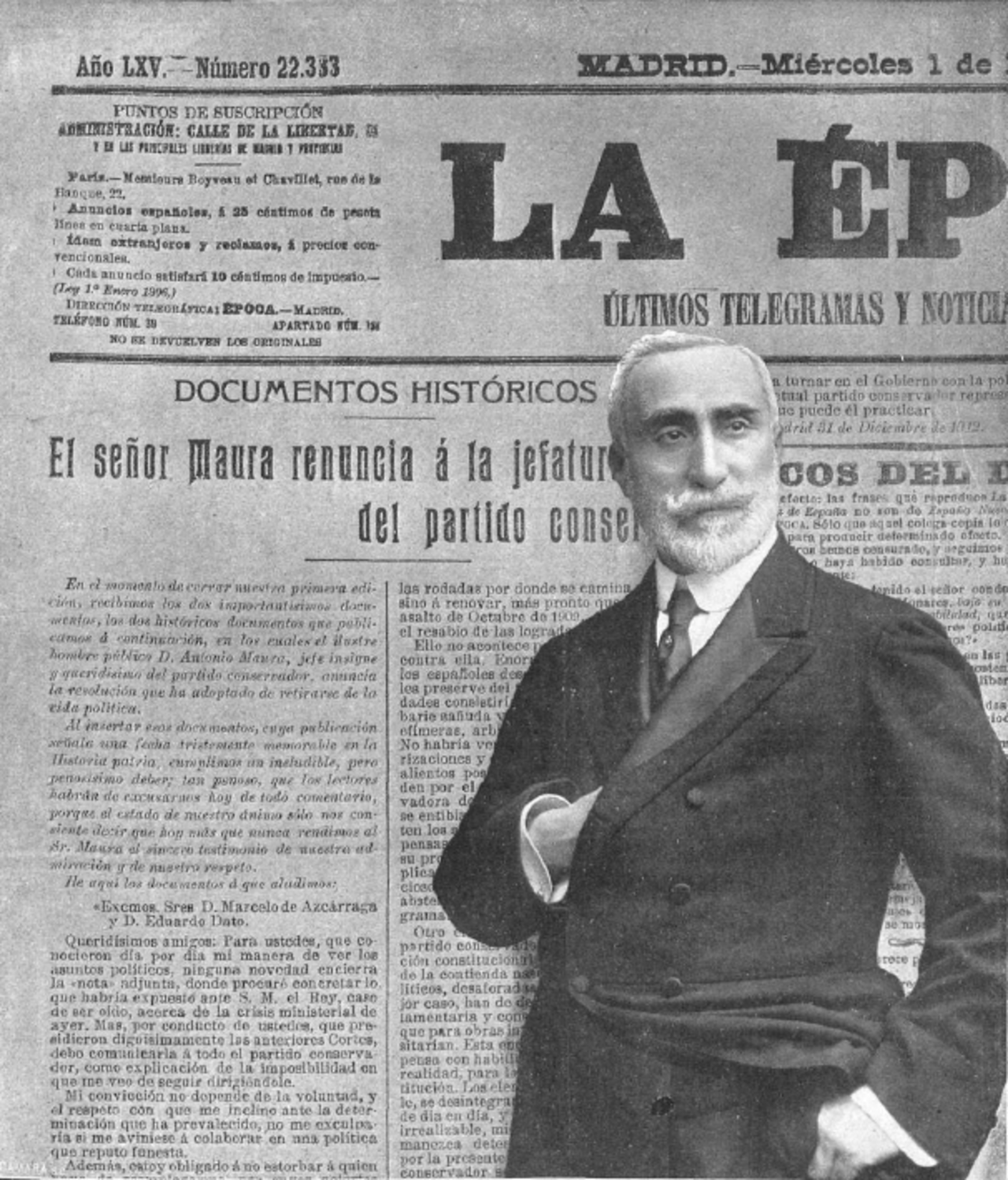
Retrato de Maura, por Kaulak, superpuesto a la noticia de su renuncia como líder del Partido Conservador

En 1910 fue víctima por segunda vez de un intento de atentado: el 22 de julio Manuel Possá Roca, miembro de las juventudes del Partido Radical, lo hirió levemente con arma de fuego en Barcelona.
Elegido en 1912 académico de la Real Academia de Bellas Artes de San Fernando no llegaría sin embargo a tomar posesión.
El 1 de enero de 1913, con la formación de un nuevo gabinete liberal de Romanones, presentó su renuncia a su asiento de diputado y también a la jefatura del Partido Conservador, aunque, tras peticiones de personas próximas, no tardó en volver; cesaría definitivamente en octubre de ese año.
José Sánchez-Guerra, que había sido gran amigo de Maura, rompió su relación con este en el año 1913, al negarse Maura a respetar el turno de partidos y asumir el gobierno. La crisis de 1913 en el Partido Conservador dejó deshecha a la formación en varias facciones. A partir de este periodo, Maura tendió a descalificar a los partidos políticos como elementos que impedirían la regeneración; llegando a tachar a la izquierda de «taifa revolucionaria» y a los liberales de «montón político».

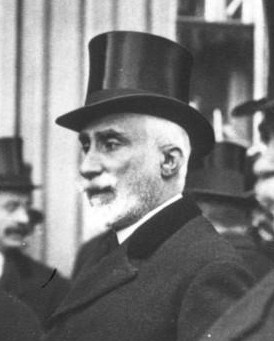
Maura en 1913

También en 1913 fue elegido director de la RAE, cargo por el que sería reelegido y ostentaría hasta su muerte. Durante la Primera Guerra Mundial, en 1916, manifestó el apoyo a una posición de neutralidad de España en el conflicto. Firme defensor de la legalidad, en el verano de 1917 rechazó cualquier tipo de apoyo a las Juntas de Defensa, a las que tachó de «engendro monstruoso de añeja depravación instalada en las cumbres».

### Gabinetes de concentración (1918-1922)
Aún se le reclamó para los gobiernos de concentración nacional en 1918 y 1919 y para el posterior al desastre de Annual (1921):
Tras la crisis del gobierno de concentración García Prieto provocada por el ministro de Guerra Juan de la Cierva, que había tratado de legislar en favor de las Juntas Militares, Maura recibió el encargo de liderar un nuevo gabinete de concentración con conservadores, liberales y regionalistas que gobernaría entre el 22 de marzo y el 9 de noviembre de 1918. El gobierno integró a importantes figuras políticas como Manuel García Prieto, Francisco Cambó, Eduardo Dato o el conde de Romanones —el «Ministerio de los Primates»—, pero del que, a pesar de generar una «simpatía general», el propio Maura no se mostró convencido.
Entre el 15 de abril de 1919 y el 20 de julio de 1919 Maura ejerció de nuevo como presidente de un gabinete conservador de concentración, una alianza de mauristas y ciervistas; durante este periodo las medidas tomadas por el gobierno contribuyeron al deterioro del prestigio de los mauristas, abriendo el camino al ulterior fraccionamiento del movimiento en facciones.
Tras el asesinato de Dato en marzo de 1921, rechazó un ofrecimiento de Alfonso XIII de liderar un nuevo gabinete, exigiendo Maura que fuera de concentración. Ese mismo año, sin embargo, en el contexto de crisis del sistema monárquico y del desastre de Annual, Maura aceptó ocupar el cargo de presidente del Consejo de Ministros por quinta y última vez entre el 15 de agosto de 1921 y el 8 de marzo de 1922; el gabinete, que contó con Cambó como ministro de Hacienda, se caracterizó por constituir un intento de reformismo conservador que trató de detener la descomposición del sistema monárquico.

### Dictadura de Primo de Rivera
Aunque se mostró en agosto de 1923 a favor de la posibilidad de un «golpe de fuerza» —en 1923 Maura fue consultado por el rey y se mostró en contra de una solución absolutista, pero posibilista en lo referente a un periodo transitorio de dictadura militar— aconsejó que este no lo liderara Alfonso XIII. El golpe de Estado de septiembre aconteció mientras Maura se encontraba de vacaciones en el balneario de Corconte.
Según el testimonio de Cambó, Maura «vio con simpatía la llegada de la dictadura», mientras que, de acuerdo con César Silió, que habría sido el que le había informado del golpe durante su retiro vacacional, Maura recibió la noticia con «serenidad» y «benevolencia». Sin embargo cambió de opinión después de reunirse por primera vez con el dictador. Según Shlomo Ben-Ami, a pesar de que la mayor parte de los miembros del movimiento maurista apoyó en un principio la dictadura de Primo de Rivera, Antonio Maura les acabó pidiendo que se alejaran de los cargos de responsabilidad en el régimen al haberse cerciorado de que este no constituía su «revolución desde arriba».

### Fallecimiento
Tenía setenta y dos años cuando encontró la muerte por un infarto el 13 de diciembre de 1925 en Torrelodones; su fallecimiento se produjo en las escaleras del Palacio del Canto del Pico durante una visita al conde de las Almenas. Fue enterrado en el cementerio de San Isidro.

## Pensamiento

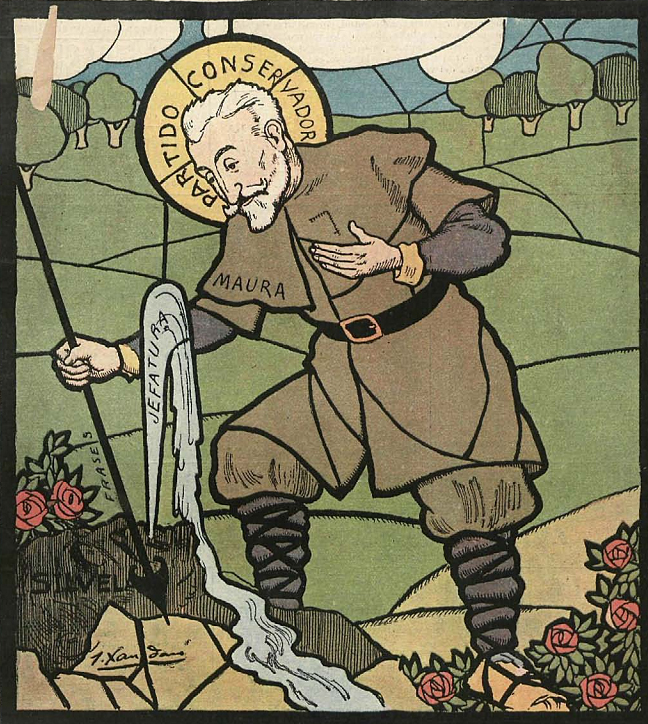
El milagro del santo por Joaquín Xaudaró (Gedeón; 1904).

Maura, que tenía «profundas convicciones jurídicas y religiosas» —era un católico convencido—, no fue sin embargo clerical. Calificado por Raymond Carr como socialconservador; ha sido descrito por otros autores como esencialmente liberal; presentando según Pedro Carlos González Cuevas rasgos conservadores e, «incluso», tradicionalistas. Ha sido enmarcado dentro del llamado regeneracionismo conservador.
De acuerdo con Juan Avilés Farré el punto de partida de los planteamientos políticos de Maura fue la necesidad de llevar a cabo la transformación de los partidos políticos, dejando atrás el carácter oligárquico que presentaron durante los turnos de Cánovas del Castillo y Sagasta. Su plan de «revolución desde arriba» planteaba llevar a cabo una serie de reformas del sistema político, «dignificando leyes e instituciones», que erradicarían el sistema caciquil, el llamado «descuaje del caciquismo». Atacó un supuesto carácter insurreccional de la izquierda republicana y obrera y buscó la agregación de la derecha tradicionalista católica al bloque de la derecha liberalconservadora. De acuerdo con Javier Moreno Luzón, Maura combinaba un profundo nacionalismo español con planteamientos regionalistas. Se mostró contrario al sufragio femenino. Para María Jesús González Hernández, el «talón de Aquiles» de Maura fue la ausencia de un análisis de la cuestión social que acompañara a sus proyectos de reforma administrativa e institucional. Fernández Almagro observó a partir de 1909 en Maura una transición a un lenguaje reaccionario.

## El maurismo

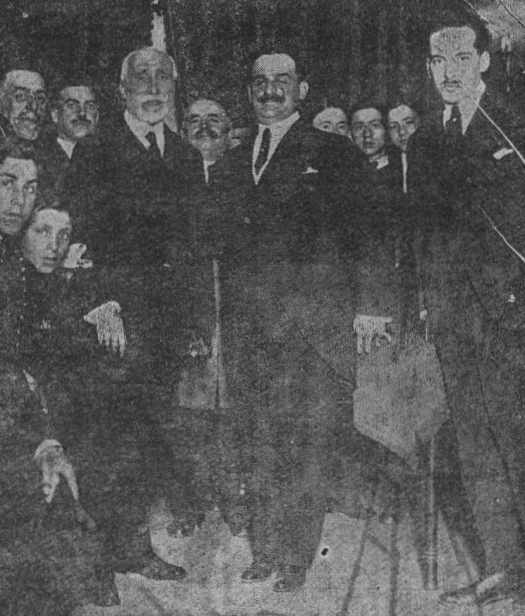
Maura junto a Antonio Goicoechea en un acto maurista (Goñi, abril de 1917).

Sus ideas originaron en 1913 un cisma en el partido conservador, dándose lugar a continuación a la formación de un movimiento, el «maurismo», o los «jóvenes mauristas», inspirado también parcialmente por el historiador Gabriel Maura (hijo de Antonio Maura), y que recibiría influencias de las ideas de Charles Maurras —con el que Maura se carteaba— y Action Française. Maura nunca llegaría a prestar su apoyo a la vertiente más extremista del movimiento creado en torno a su figura. Los estratos sociales predominantes entre los mauristas, cuya primera Asamblea Nacional se celebró en enero de 1914, fueron jóvenes de la aristocracia y las clases medias acomodadas. De la rama ortodoxa del maurismo se acabarían escindiendo a su vez dos facciones «antagónicas», por un lado la encabezada por Ángel Ossorio y Gallardo, que apostaría por el catolicismo social y la democracia cristiana, y por el otro la liderada por Antonio Goicoechea, de índole antiliberal y autoritaria. Varios mauristas, como José Calvo Sotelo y el propio Goicoechea pasaron a apoyar a Primo de Rivera y finalmente participarían en Renovación Española durante la Segunda República. José Luis Rodríguez Jiménez apunta que el maurismo acabó añadiendo a su mensaje la retórica de no ser de derechas ni de izquierdas, que identifica como un rasgo de una deriva del conservadurismo liberal al autoritario.

## Familia
Entre sus hermanos se encontraron Margarita, Gabriel, Francisco, Miguel, Bartolomé, Susana, Concepción, Francisca y Catalina. Antonio Maura tuvo diez hijos, 5 varones fruto de su matrimonio con Constancia Gamazo; Gabriel fue un político e historiador, Miguel un político, ministro durante la Segunda República y Honorio un dramaturgo y diputado a Cortes.
Estefania Maura Gamazo, casada con Luis Redonet y López Dóriga, Senador por la provincia de Valladolid, fallece el día 2 de octubre de 1918 como consecuencia de la epidemia de gripe que asolaba a la población mundial.

## Nota
1. ↑  Antiguo colegio jesuita de Montesión.[2]
2. ↑  Sería reelegido sucesivamente diputado en la misma circunscripción de Palma en los comicios de 1884, 1886, 1891, 1893, 1886, 1898, 1899, 1901, 1903, 1905, 1907, 1910, 1914, 1916, 1918, 1919, 1920 y 1923.[11] En febrero de 1918 también fue simultáneamente elegido por Madrid, pero tras efectuarse un sorteo, retuvo únicamente el escaño por Palma a partir de mayo de dicho año.[12]
3. ↑  Fue un pintor de acuarelas aficionado.[67]
4. ↑  Bisabuelo de la actriz Carmen Maura
5. ↑  Madre del escritor Jorge y de Carlos Semprún.